# 存储集群
存储集群（英语：Storage Cluster）是将多台存储设备中的存储空间（节点）聚合成一个能够给应用服务器提供统一访问接口和管理界面的存储池。应用可以通过该访问接口透明地访问和利用所有存储设备上的磁盘，尽可能充分发挥存储设备的性能和磁盘利用率。数据将会按照一定的规则从多台存储设备上存储和读取，以获得更高的并发访问性能。

## 特点
与集中式存储相比，存储集群可以使用通用服务器搭建，前期成本与扩展成本较低，但也增加了错误处理的复杂性，因为在集群中硬件出现的错误对于上层软件是不透明的。因此，存储集群的关键指标是高可用性，支撑在线系统和执行关键任务的存储集群通常要求其可用性要达到5个9标准(99.999%)。通常，存储集群会使用高可用性软件来管理各个节点，当某个节点出现故障时，存储集群会自动将这个节点的任务分配到其他节点上，从而保证业务连续性。